# Quartet de corda núm. 1 (Beethoven)
El Quartet de corda núm. 1 en fa major, opus 18 núm. 1, va ser compost per Ludwig van Beethoven el 1799, i publicat el 1801. Com els altres sis quartets de l'opus 18 estan dedicats al príncep Joseph Franz von Lobkowitz. Cronològicament va ser compost després del Quartet número 3.
Segons el violinista amic de Beethoven, Karl Amenda, el segon moviment estava inspirat en l'escena de la tomba del Romeo i Julieta de William Shakespeare. Beethoven va revisar a fons la versió que havia rebut Amenda i la versió que va enviar a l'editor un any més tard, va ser força diferent, transformant el caràcter del segon moviment, Adagio molto, en un Adagio affetuouso ed appassionato més específic. D'aquestes modificacions, Beethoven escrivia:
"... el seu quartet, en el qual he fet algunes alteracions dràstiques. Ara he après a escriure quartets; i això se n'adonarà, imagino, quan els rebi.
Té quatre moviments:
1. Allegro con brio
2. Adagio affettuoso ed appassionato
3. Scherzo. Allegro molto
4. Allegro